# De lotgevallen van Tom Sawyer
De lotgevallen van Tom Sawyer (Engelse titel The Adventures of Tom Sawyer, ook wel bekend als De avonturen van Tom Sawyer) is een boek van de Amerikaanse schrijver Mark Twain. Het boek werd voor het eerst gepubliceerd in 1876, en wordt beschouwd als een klassieker.

## Inhoud
Het verhaal draait om Tom Sawyer, een jongen met een sterke fantasie en een voorliefde voor het uithalen van kattenkwaad. Hij woont bij zijn tante Polly en zijn halfbroer Sid in het fictieve plaatsje St. Petersburg. Hij is goed bevriend met Huckleberry “Huck” Finn, de zoon van de lokale dronkenlap.
Aan het begin van het boek is hij betrokken geraakt bij een vechtpartij. Als straf moet hij de zaterdag daarna een hek schilderen. Tom krijgt echter al snel andere kinderen zover om deze klus voor hem te doen.
Tom wordt verliefd op een nieuw meisje in de stad, Becky Thatcher. Zijn pogingen haar het hof te maken lopen stuk wanneer ze ontdekt dat hij al eens verliefd is geweest op een ander meisje, Amy Lawrence. 
Wanneer Tom en Huck op een avond naar het kerkhof gaan in de hoop een medicijn te vinden tegen wratten, zijn ze getuige van de moord op Dr. Robinson door Injun Joe. Tom en Huck zweren dit nooit aan iemand te vertellen uit angst dat Joe hun ook iets aan zal doen. Injun Joe heeft de sporen echter zo veranderd dat de goedhartige Muff Potter beschuldigd wordt van de moord. Dit maakt Toms schuldgevoel alleen maar groter.
Tom, Huck en een derde jongen, Joe Harper, besluiten weg te lopen en zich op een eiland te vestigen om piraten te worden. Al snel ontdekken ze dat de mensen in St. Petersburg denken dat de drie jongens verdronken zijn. De drie besluiten op hun eigen herdenkingsdienst terug te keren als ultieme practical joke. Het plan is een succes, en de drie worden bij de dorpskinderen onthaald als helden. Tom krijgt eindelijk aandacht van Becky.
Kort hierop begint het proces tegen Muff Potter. Tom besluit zijn eed te breken, en getuigt tegen Injun Joe. Joe vlucht echter weg door een raam voor hij kan worden gearresteerd.
De zomer breekt aan, en Tom en Huck besluiten op zoek te gaan naar een schat die verborgen zou zijn in een spookhuis. Injun Joe blijkt zich in dit huis schuil te houden. Samen met wat handlangers gebruikt hij het huis als schuilplaats voor gestolen goederen. Als ze ontdekken dat het huis ook bezocht wordt door andere mensen, besluiten ze hun buit elders te verstoppen.
Huck begint Injun Joe elke nacht te schaduwen in een poging het goud van hem af te nemen. Hij hoort Joe en zijn mannen plannen maken om de weduwe Douglas te beroven. Huck waarschuwt haar net op tijd.
In de climax van het verhaal verdwalen Tom en Becky in een grot. Ze ontdekken dat Injun Joe de grot als nieuwe schuilplaats gebruikt, maar ze worden niet door Joe ontdekt. De kinderen weten de uitgang te vinden en de autoriteiten sluiten de grot af om nieuwe verdwalingen te voorkomen. Het gevolg is dat Joe de grot niet meer kan verlaten en verhongert. De jongens vinden de goudschat van Injun Joe, en omdat er geen wettige eigenaar is, behoort die toe aan Tom en Huck.

## Literaire betekenis en ontvangst

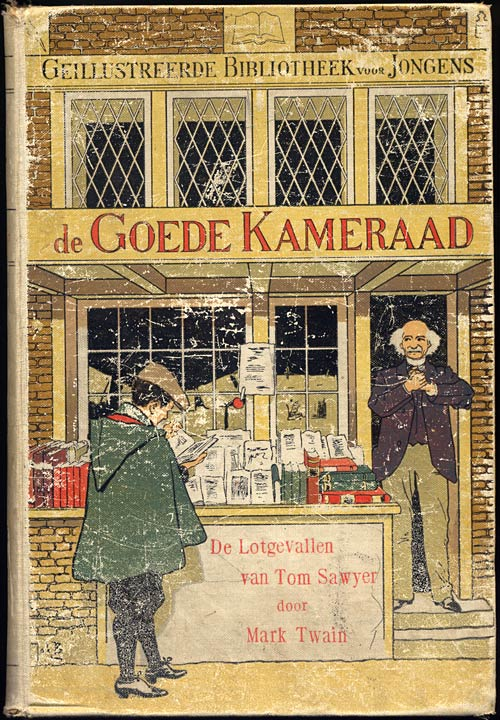
De Lotgevallen van Tom Sawyer zoals in 1920 uitgegeven door Van Holkema & Warendorf

De verkoop van Tom Sawyer begon moeizaam, maar uiteindelijk groeide het boek uit tot een bestseller. Tegenwoordig is het een van de bekendste werken van Twain.
Tom Sawyer deed later ook mee in drie andere boeken van Mark Twain:
1. De lotgevallen van Huckleberry Finn (1884)
2. Tom Sawyer Abroad (1894)
3. Tom Sawyer, Detective (1896)

## Publicatiegeschiedenis
De eerste publicatie van The Adventures of Tom Sawyer werd uitgebracht door Chatto and Windus in Engeland, zes maanden voor uitgave in de Verenigde Staten. Twain publiceerde zijn werken vrijwel altijd eerst in Engeland omdat hij anders geen auteursrechten kon krijgen bij het Brits Gemenebest. De vertraging tussen de Britse en Amerikaanse uitgave was echter groter dan Twain had verwacht.

## Bewerkingen
Het boek “Tom Sawyer” is meerdere malen bewerkt als stripverhaal en voor film en televisie. Verder komt Tom Sawyer in verschillende andere producties voor die niet direct op het boek zijn gebaseerd.
- Tom Sawyer (1907): een stomme film van Paramount Studio
- Tom Sawyer (1917): een stomme film geregisseerd door William Desmond Taylor, met Jack Pickford als Tom
- Tom Sawyer (1930): geregisseerd door John Cromwell, met Jackie Coogan als Tom
- The Adventures of Tom Sawyer: opgenomen in Technicolor door de Selznick Studio.
- Tom Sawyer (1947), een Sovjet-versie van het verhaal, geregisseerd door Lazar Frenkel en Gleb Zatvornitsky
- In 1965/1966 verscheen een door Bert Bus getekende versie in striptijdschrift Sjors. Dit verhaal verscheen in de jaren 70 bij Oberon in boekuitgave.
- In 1968 verscheen een Frans/Duitse miniserie geregisseerd door Wolfgang Liebeneiner, met Roland Demongeot als Tom en Marc di Napoli als Huck
- Tom Sawyer (1973), een musicalversie met in de hoofdrol Johnny Whitaker.
- De avonturen van Tom Sawyer (1980), een Japanse animatieserie van Nippon Animation.
- Tom Sawyer (1984), een Canadese claymation-versie geproduceerd door Hal Roach studios
- Tom and Huck (1995), met Jonathan Taylor Thomas als Tom en Brad Renfro als Huck Finn
- Tom Sawyer (2000), een animatiefilm.
- Tom Sawyer komt voor in de film The League of Extraordinary Gentlemen.